# Холмирзаев, Каюм Холмирзаевич
Каю́м Холмирза́евич Холмирза́ев (узб. Qayum Xolmirzaevich Xolmirzaev; 1943, Суфи-Кишлак, Джалалкудукский район, Андижанская область, Узбекская ССР, СССР -  2015, Кибрайский район, Ташкентская область) — советский и узбекский государственный и партийный деятель. Хоким Андижанской области (1992—1993).

## Биография
Родился в 1943 году в городе Суфи-Кишлак Джалалкудукского района Андижанской области Узбекской ССР.
В 1975 году окончил Ташкентский сельскохозяйственный институт, в дальнейшем работал секретарём комитета комсомола в том же институте, секретарём районного комитета комсомола в Орджоникидзевском районе Ташкенской области. Возглавлял районное управление сельского хозяйства в Ташкентской области, был директором совхоза «Кибрай», находился на партийной работе. Избирался народным депутатом Узбекистана.
21 февраля 1992 года указом президента Республики Узбекистан Ислама Каримова назначен на должность хокима Андижанской области. Он был хокимом Андижанской области до 6 февраля 1993 года.
Холмирзаев умер 2015 году, похоронен в Кибрайский район.

## Награды
30 декабря 1992 года Холмирзаева наградили Почетной грамотой Республики Узбекистан за многолетний труд, вклад в социально-экономическое и культурное развитие области и за активное участие в общественной жизни.